# Martin Danler
Martin Danler (...) è un giocatore di football americano austriaco, di ruolo quarterback.